# Oles Uljanenko

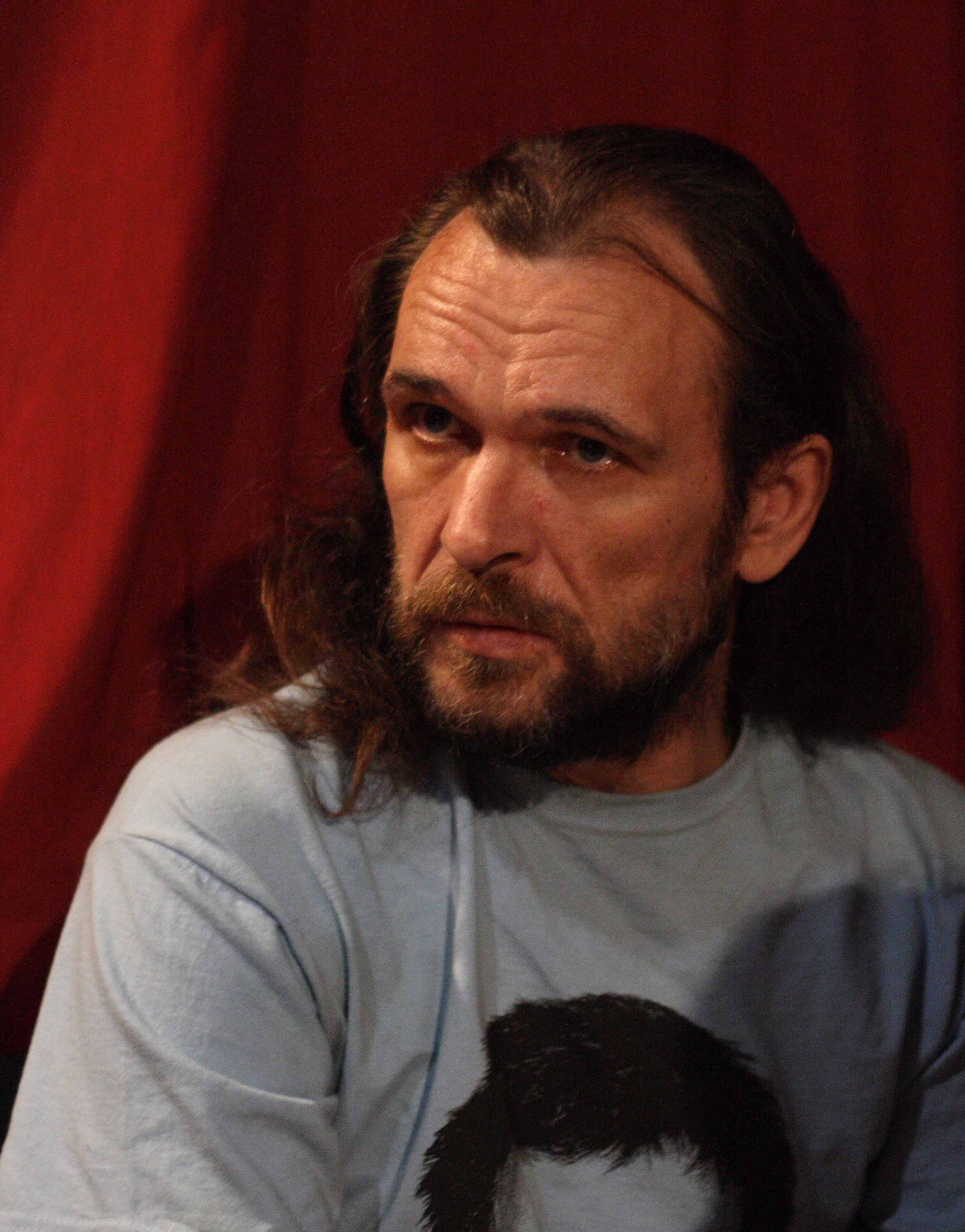
Oles Uljanenko 2009

Oles Uljanenko (ukrainisch Олесь Ульяненко, Geburtsname Oleksandr Uljanow, * 14. August 1962 in Chorol, Ukrainische SSR; † 17. August 2010 in Kiew, Ukraine) war ein ukrainischer Schriftsteller und Taras-Schewtschenko-Preisträger.

## Leben
Uljanenko absolvierte 1980 die Seefahrtsschule in Mykolajiw und war anschließend als Fallschirmjäger der Roten Armee in Afghanistan und in der DDR.
1997 erhielt er den Taras-Schewtschenko-Preis für seinen Roman „Stalinka“. Danach verfasst er ein Drehbuch, das, laut Uljanenko, ohne seine Erlaubnis vom russischen Regisseur Sergei Seljanow für den Film „Schmurki“ benutzt wurde.
2006 veröffentlichte er das Buch „Zeichen Sabaoths“ in dem er die Tätigkeiten der Ukrainischen Orthodoxen Kirche des Moskauers Patriarchats beschrieb. Er behauptet darin, dass diese Kirche immer gegen die ukrainische Unabhängigkeit war und dass sie die Fünfte Kolonne der Ukraine ist.
2009 veröffentlichte er das Kriminal-Melodrama „Dort im Süden“, das später auch in Tschechisch übersetzt wurde.
Am 17. August 2010 starb er überraschend in seiner Wohnung in Kiew. Die offizielle Todesursache war die Herzinsuffizienz, jedoch wurde diese Todesursache von seinen Bekannten angezweifelt. Er wurde auf dem Baikowe-Friedhof in Kiew bestattet.
2020 drehte Yuliia Shashkova den Dokumentarfilm Uljanenko Uncensored.

## Werke (Auswahl)
- Oles Uljanenko. Tady na Jihu. Z ukrajinštiny přeložila: Jiřina Dvořáková, Grafická úprava: Kateřina Wewiorová, Fotografie na obálce: David Konečný. 2015. 140 st. ISBN 978-80-7443-171-5
- Oles Ulianenko. «Dinosaur Eggs». Übersetzt aus dem Ukrainischen von Luba Gawur, in: Ukrainian Literature Vol. 4 (2014) S. 147–155.
- Oles Ulianenko – Orders. Two Lands New Visions. Stories from Canada and Ukraine. Übersetzt aus dem Ukrainischen von Marco Carynnyk und Marta Horban. Edited by Janice Kulyk Keefer & Solomea Pavlychko. 1998, ISBN 1-55050-134-8, S. 9–20[7]
- Ruhelosigkeit (Auszug aus dem Roman Feuerauge). In: Anna-Halja Horbatsch (Hg.): Ein Rosenbrunnen: junge Erzähler aus der Ukraine. Eine Anthologie. Reichelsheim 1998, S. 155–172.